# Устав о сибирских киргизах
Устав о сибирских киргизах — свод законов, разработанный первым сибирским комитетом и утверждённый в 1822 году императором Александром I. Устав представлял собой новую систему управления для киргиз-кайсаков (казахов) Средней орды, самоуправления и судов по российскому образцу. По закону, округ делился на 15–20 волостей, волость объединяла 10–12 аулов, аул должен был насчитывать 50-70 кибиток. Аулом управлял старшина (бий) который избирался большинством голосов и утверждался администрацией. Старшина избирался на три года. Волость была подвластна султану, власть которого передавалась по наследству его потомкам. Полицейскую и частично судебную должность выполнял старший султан. Делами об убийствах, грабеже, краже и неповиновении  государству занимались аульские и волостные бии. Султаны составляли казахскую знать, имели чин 12-го класса, освобождались от телесных наказаний, получали жалованье, исполнявшие обязанности старшего султана 3 срока, получали право на дворянство. Данный устав фактически лишал ханскую власть в регионе. Последней попыткой восстановить ханство стало восстание Кенесары Касымова, которое было подавлено.